# Camille Lopez-Molina
Camille Lopez-Molina (* als Camille Lopez) ist eine philippinische Sängerin mit der Stimmlage Sopran.

## Leben und Werdegang
Camille Lopez-Molina studierte an der University of the Philippines in Manila bei Fides Cuyugan-Asensio Gesang; ihre Stimmlage war damals noch Mezzosopran. Danach erhielt sie ein Stipendium für die Academy for Performing Arts in Hongkong, wo sie bei Kevin Miller ihr Diplom im Operngesang ablegte. Sie ging dann zur weiteren stimmlichen Ausbildung nach Wien, wo sie von 1996 bis 2001 am Konservatorium der Stadt Wien unter anderem bei Marija Sklad-Sauer Sologesang studierte und ihre Stimmlage bis zum Sopran ausbildete.
Ihr Repertoire reicht vom Barock und der Klassik über die Romantik bis zum Musical und Jazz sowie zum traditionellen südostasiatischen Liedgut. Sie sang unter anderem die Bloody Mary im Musical South Pacific sowie im Opernfach die Giulietta in Hoffmanns Erzählungen von Offenbach, die Gräfin in Mozarts Le nozze di Figaro, die Santuzza in Cavalleria rusticana von Pietro Mascagni und viele andere Rollen.
Im Jahr 2001 begleitete Lopez-Molina das Philippine Philharmonic Orchestra bei einer Europa-Tournee als Solistin; außerdem wirkte und wirkt sie bei verschiedenen saisonalen Konzerten und inländischen Musikprojekten des Orchesters mit. Außerhalb ihres Heimatlandes ist sie außer in Europa auch bereits in den USA, in Hongkong und in Singapur als Sängerin aufgetreten.
Lopez-Molina wird heute zu den führenden Gesangskünstlern der Philippinen gezählt.
Sie lehrt derzeit in Manila Gesang am Konservatorium der University of the Philippines, am St. Scholastica’s College und an der Centro Escolar University.

## Familie
Camille Lopez(-Molina) entstammt einer musikalischen Familie. Ihre Mutter, Dr. Myrna Lopez praktiziert in Manila als Ärztin und ist nebenher eine bekannte Chorleiterin; sie hat bereits den Manila Metropolitan Theatre Chorus und zahlreiche weitere philippinische Chöre geschult. Camilles Schwester Myra ist mit Joel Masiglat verheiratet, einem ehemaligen Mitglied des Manila Metropolitan Theatre Chorus; beide emigrierten 2002 nach Kanada, wo sie heute in der Nähe von Calgary leben und in ihrer Freizeit als engagierte Chorsänger wirken.
Camille Lopez-Molina ist mit dem Tenor Pablo Molina verheiratet, das Ehepaar hat zwei Töchter.